# Strandåkerssjön
Strandåkerssjön är en sjö i Bräcke kommun i Jämtland och ingår i Ljungans huvudavrinningsområde. Sjön har en area på 0,297 kvadratkilometer och ligger 208,9 meter över havet. Strandåkerssjön ligger i Gimån, Uppströms Holmsjön Natura 2000-område. Sjön avvattnas av vattendraget Gimån.

## Delavrinningsområde
Strandåkerssjön ingår i det delavrinningsområde (696140-151349) som SMHI kallar för Utloppet av Tättesjön. Medelhöjden är 310 meter över havet och ytan är 12,93 kvadratkilometer. Räknas de 276 avrinningsområdena uppströms in blir den ackumulerade arean 2 771,41 kvadratkilometer. Gimån som avvattnar avrinningsområdet har biflödesordning 2, vilket innebär att vattnet flödar genom totalt 2 vattendrag innan det når havet efter 126 kilometer. Avrinningsområdet består mestadels av skog (84 procent). Avrinningsområdet har 0,29 kvadratkilometer vattenytor vilket ger det en sjöprocent på 3,1 procent.